# Pontifícia Academia para a Vida
Pontifícia Academia para a Vida é uma academia científica criada em 11 de fevereiro de 1994 pelo Papa João Paulo II, através do motu proprio Vitae Mysterium.
O atual presidente, desde 27 de maio de 2025, é o monsenhor Renzo Pegoraro.

## Historia
Tem por objetivo estudar, informar e formar sobre os principais problemas de biomedicina e de direito, relativos à promoção e à defesa da vida, sobretudo na relação direta que estes têm com a moral cristã e as diretrizes do Magistério da Igreja. Para realizar estes fins, em outubro de 1994 foi instituída uma fundação denominada Vitae Mysterium.
A Pontifícia Academia para a Vida goza de autonomia e mantém relações com o "Pontifício Conselho para a Pastoral dos Agentes de Saúde" e com vários outros dicastérios da Cúria Romana envolvidos com o serviço à vida humana.
A Academia tem caráter supra-nacional, a ela pertencem setenta membros, todos nomeados pelo Papa, representantes dos mais diversos ramos das  ciências biomédicas e daquelas relacionadas com os problemas que dizem respeito à promoção e defesa da vida humana. Possui também três outros membros "ad honorem" e membros correspondentes que trabalham em institutos e centros de estudo sobre a cultura da vida.

## Presidentes
|     | Nome                             | Período    | Notas |
| --- | -------------------------------- | ---------- | ----- |
| 1.º | Jérôme Lejeune                   | 1994       |       |
| 2.º | Juan de Dios Vial Correa, P.S.S. | 1994–1998  |       |
| 3.º | Elio Sgreccia                    | 1998–2004  |       |
| 4.º | Rino Fisichella                  | 2004–2010  |       |
| 5.º | Ignacio Carrasco de Paula        | 2010–2016  |       |
| 6.º | Vincenzo Paglia                  | 2016–2025  |       |
| 7.º | Renzo Pegoraro                   | 2025–atual |       |

- Seu primeiro presidente foi o professor Jérôme Lejeune, morto em  abril de 1994
- Foi sucedido por Juan de Dios Vial Correa
- O vice-presidente, dom Elio Sgreccia, secretário do Pontifício Conselho para a Família virou presidente até 17 de junho de 2008

A Academia tem também um Conselho Diretor de cinco acadêmicos.